# Svetlana Jitomirskaya
Svetlana Yakovlevna Jitomirskaya (transcrição correta em inglês Zhitomirskaya), em russo:  Светлана Яковлевна Житомирская (Carcóvia, 4 de junho de 1966) é uma matemática russo-estadunidense. Trabalha com física matemática.

## Vida

### Família
Jitomirskaya nasceu numa família judaica na Ucrânia, tendo seus pais sido professores de matemática. Seu pai é Jakov Zhitomirski e sua mãe, Valentina Borok (1931-2004), professora em Carcóvia e especialista em equações diferenciais parciais. Seu irmão mais velho Michail também é matemático. Casou com seu amigo Wladimir Mandelstam, também matemático e com quem mais tarde publicou em parceria. Enquanto ainda estudante teve uma filha com ele e mais tarde outras duas crianças.

### Formação
Jitomirskaya pretendia inicialmente estudar literatura, e como ela mesmo afirmou escolheu depois porém matemática, porque assim eram melhores as chances de ser aceita na Universidade Estatal de Moscou (onde estava seu amigo e futuro marido), o que era especialmente difícil para estudantes judeus. Ela se preparou durante um ano em uma escola especial para o afamado exame, e depois possivelmente pela fama de seus pais aceita sem prestar a prova de admissão.
Na Universidade Estatal de Moscou foi aluna de, dentre outros, Vladimir Arnold e Yakov Sinai. Em 1987 obteve um doutorado orientada por Yakov Sinai, com a tese Localization problems in the kicked rotator model, com habilitação em 1990 também com Yakov Sinai (Spectral and statistical properties of lattice Hamiltonians), enquanto ela e seu marido trabalhavam no Instituto Geofísico de Moscou.
Em 1991 foi com seu marido para os Estados Unidos. Em 1992 tornou-se Visiting Assistant Professor na Universidade da Califórnia em Irvine, em 1994 professora assistente, em 1997 professora associada e em 2000 professora. Ao mesmo tempo foi até 2006 membro do Instituto Geofísico de Moscou. Foi dentre outras professora visitante no Instituto de Tecnologia da Califórnia, Mathematical Sciences Research Institute e Centro de Física Teórica de Marselha. Possui as nacionalidades russa e estadunidense.

### Trabalho
Jitomirskaya trabalha especialmente com o espectro quasiperiódico dos operadores de Schrödinger com ligações com a teoria do efeito Hall quântico, com quase-cristal, fenômenos de localização e caos quântico. Em 1994 foi palestrante convidada (Invited Speaker) no International Congress of Mathematical Physics em Paris (Everything about the almost Mathieu Operator), apresentou uma palestra em plenário no International Congress of Mathematical Physics de 2006 e foi palestrante convidada em 2002 no Congresso Internacional de Matemáticos em Pequim (Nonperturbative localization). Em 2005 recebeu o Prêmio Ruth Lyttle Satter de Matemática.. Foi bolsista Sloan em 1996.
Jitomirskaya trabalhou também com Barry Simon. Com Artur Ávila resolveu o Ten Martini Problem de Simon.
Para o Congresso Internacional de Matemáticos de 2022 em São Petersburgo está listada como palestrante plenário.